# Col·lectiu Ovidi Montllor
El Col·lectiu Ovidi Montllor de música en valencià (COM) es crea l'any 2005 per a donar presència pública als músics que utilitzen el valencià en les creacions i per defensar la llibertat i els drets dels músics així com mostrar-se solidari amb causes d'arrelament en la cultura del País Valencià. Convoquen anualment els Premis Ovidi Montllor de música en valencià.
Eixe mateix any es va elaborar la primera Guia de músics i cantants en valencià, publicada com a llibre per L'Avanç i acompanyada d'un CD amb 25 cançons. L'acte fundacional del col·lectiu pot considerar-se la tancada al Palau de la Música de València al març del mateix any.
En 2010 se'n va fer una segona versió de la guia, àmpliament repartida en institucions i associacions i en àmbits professionals com el Mercat de Música Viva de Vic i la Fira Mediterrània de Manresa.
Va crear els Premis Ovidi per promocionar i donar prestigi a la nostra cultura, i de fet ha permés la creació de l'arxiu discogràfic en valencià molt complet.
Col·labora amb associacions cultural d'arreu dels Països Catalans, Xarxa de Proximitat #TuEncenslaCultura, Ca Revolta, Teatre Micalet, Centre Ovidi Montllor d'Alcoi, Angelets de la Terra, El Tempir, Folksona, CIM de Benimaclet, Escola Valenciana, El Temps de les Arts..., i a l'àmbit professional amb la Fira Trovam–Pro Weekend, ACICOM, BarnaSants...
El COM al maig de 2016, fou l'associació convocant de l'assemblea que va propiciar la creació del Sindicat de la Música Valenciana (SIMUV).
El 2020 l'associació el Tempir va reconéixer la seua tasca atorgant-li, a la seua huitena edició, el premi de País.
A l'actualitat (2022) compta amb més de 100 grups integrants i tracta d'aglutinar el sector dels músics i cantants que s'expressen en valencià, facilitant el foment del treball en xarxa i les relacions entre els professionals d'aquesta plataforma.

## Artistes del COM[4]
| - Andreu Valor - Apologia - Arse Folk - Atlàntic - Borja Penalba - Cactus - Carles Enguix - Corbella | - David Vid - Doctor Dropo - El Cantautoret - El Diluvi - Enric Casado - Gent del Desert - Ina Martí - Josep Alemany | - Lola Bou i Manel Brancal - Mans de Destral & els Oratges Canviants - Mireia Vives - Musicants - Pau Alabajos - Pupil·les - Rafa Xambó - RETOCS | - Tiko Esteve - Tomàs de los Santos - Urbàlia Rurana - Va de Dones - VerdCel - Vicen-T - VOL - Xavi Sarrià |